# Félix Vallotton
Félix Vallotton (ur. 28 grudnia 1865 w Lozannie, zm. 29 grudnia 1925 w Neuilly-sur-Seine) – szwajcarski malarz, tworzący w stylu secesji i nabizmu. 
Oprócz obrazów tworzył też drzeworyty. 

## Obrazy artysty
- Piłka, 1899 olej, karton na desce 48 x 61 cm, Musée d’Orsay

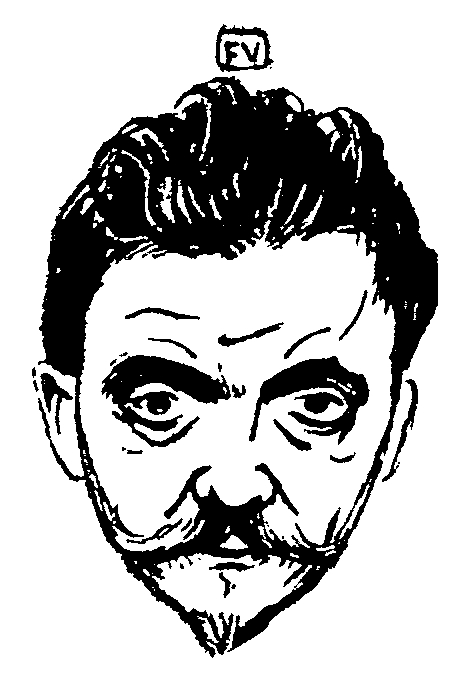
Autoportret
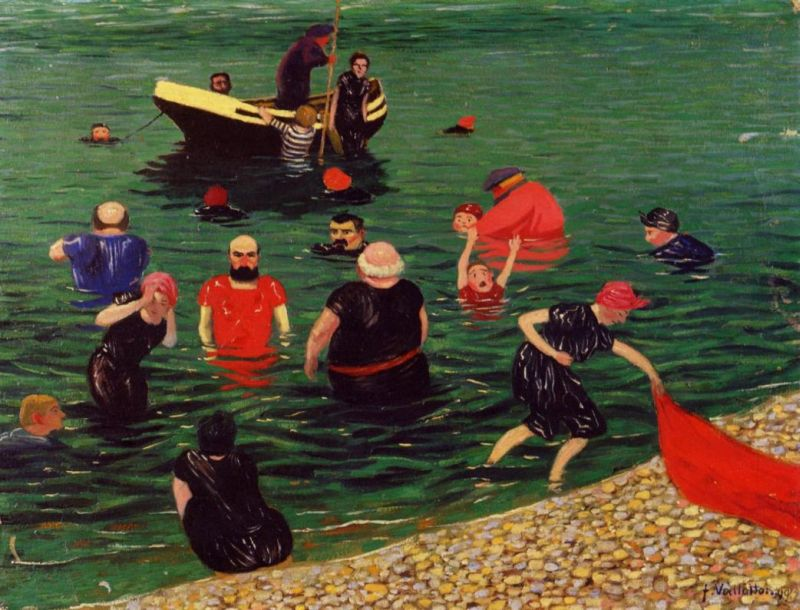
Kąpiel
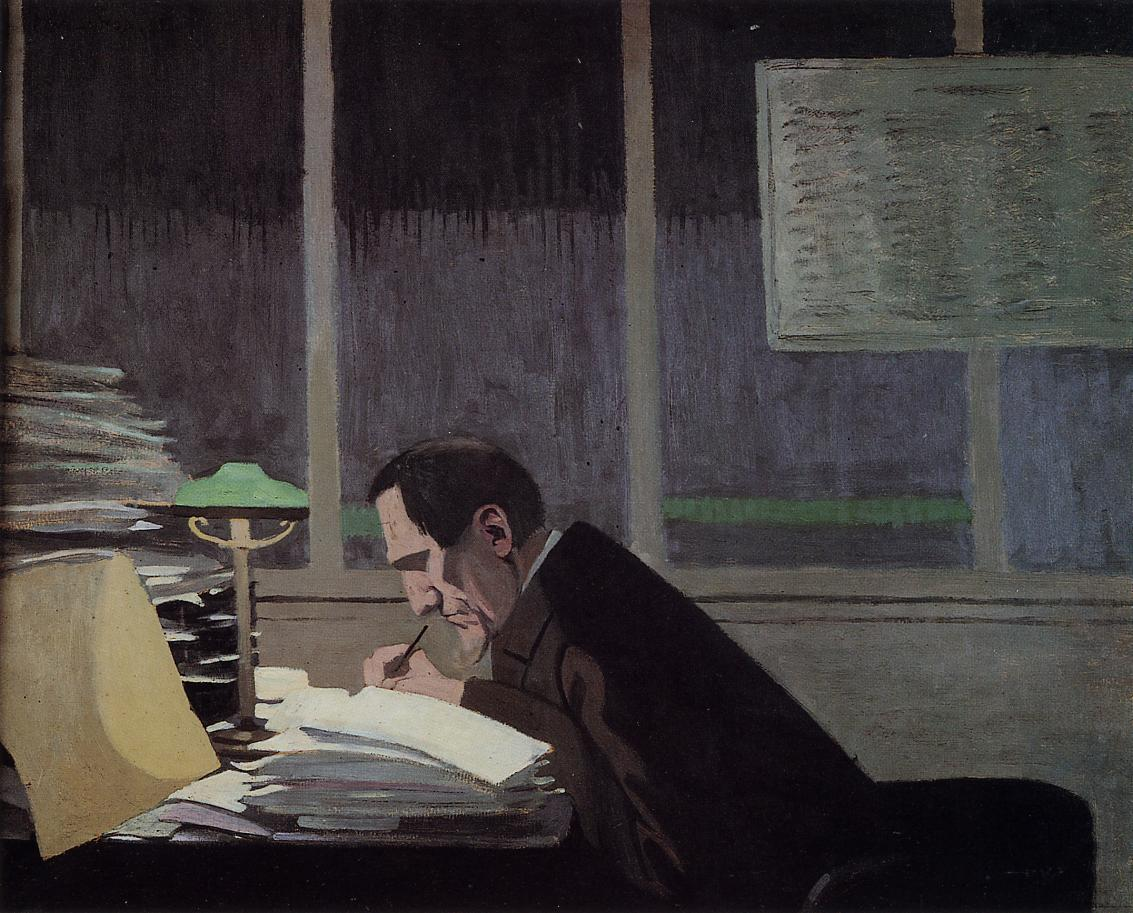
Félix Fénéon w redakcji La Revue blanche
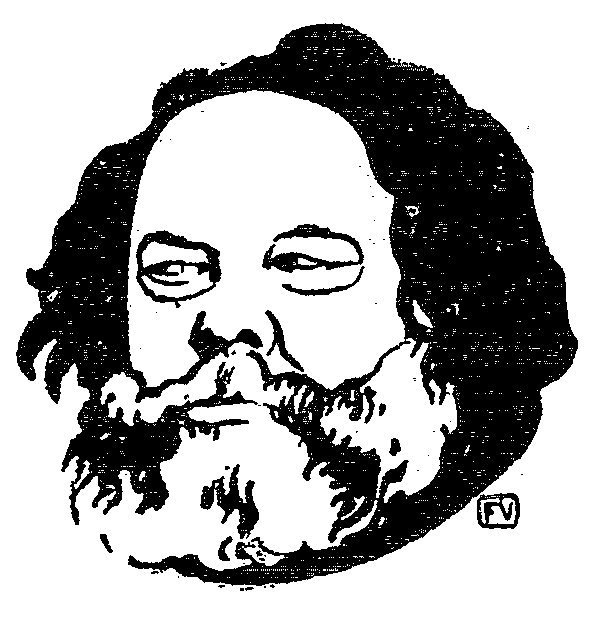
Portret Bakunina